# Echipa națională de fotbal a Eritreei
Echipa națională de fotbal a Eritreei reprezintă Eritreea în fotbal și este controlată de Federația de Fotbal a Eritreei, forul ce guvernează fotbalul în Eritreea. Nu s-a calificat la nici un turneu final.

## Campionate mondiale
- 1930 până în 1998 - nu a intrat
- 2002 până în 2006 - nu s-a calificat
- 2010 - nu a intrat

## Cupa Africii
- 1957 până în 1998 – nu a intrat
- 2000 până în 2008 – nu s-a calificat
- 2010 – a renunțat
- 2012 – nu a intrat

## Lot
| n° | Jucător             | Post     | Vârstă | M (goluri) | Club |  |
| -- | ------------------- | -------- | ------ | ---------- | ---- |  |
|    | Yosief Zeratsion    | Portar   |        |            |      |  |
|    | Ambair Sium         | Portar   |        |            |      |  |
|    | Abraham Tedros      | Fundaș   |        |            |      |  |
|    | Nevi Ghebremeskez   | Fundaș   |        |            |      |  |
|    | Alemayo Ayele       | Fundaș   |        |            |      |  |
|    | Samuel Ghebrehiwet  | Fundaș   |        |            |      |  |
|    | Filmon Tseqay       | Mijlocaș |        |            |      |  |
|    | Yonatan Goitum      | Mijlocaș |        |            |      |  |
|    | Mehari Shinash      | Mijlocaș |        |            |      |  |
|    | Ermias Wolday       | Mijlocaș |        |            |      |  |
|    | Bruk Asres          | Mijlocaș |        |            |      |  |
|    | Jemal Abdu          | Mijlocaș |        |            |      |  |
|    | Yohannes Tilahun    | Mijlocaș |        |            |      |  |
|    | Hermon Teklerb      | Mijlocaș |        |            |      |  |
|    | Srafel Tesfamichael | Mijlocaș |        |            |      |  |
|    | Isaias Andberhian   | Atacant  |        |            |      |  |
|    | Dair Geme           | Atacant  |        |            |      |  |
|    | Testfaldet Goitom   | Atacant  |        |            |      |  |